# 제12회 세자르상
제12회 세자르상의 시상식에 관한 내용이다. 1986년 최고의 프랑스 영화에 수여되는 시상식으로 1987년 3월 7일 파리 팔레 데 콩그레에서 열렸다. 이번 행사는 숀 코너리가 사회를 맡았고 미셸 드러커와 피에르 체르니아가 사회를 맡았다. 성녀 테레사가 작품상을 수상했다.

## 수상 및 후보

### 작품상
- 성녀 테레사 - 알랭 카발리에 수상

### 음악상
- 베티 블루 - 가브리엘 야레 수상

## 같이 보기
- 제59회 아카데미상
- 제40회 영국 아카데미 영화상